# Macrorchidismo
Macrorchidismo è il termine medico che si utilizza per indicare la presenza di testicoli abnormi negli uomini. La condizione si presenta bilateralmente, l'ingrossamento risulta essere benigno. Anche se i testicoli sono più grandi del normale, questi sono perfettamente funzionanti.
Il macroorchidismo è un segno spesso associato alla sindrome dell'X fragile.